# Tavola da surf

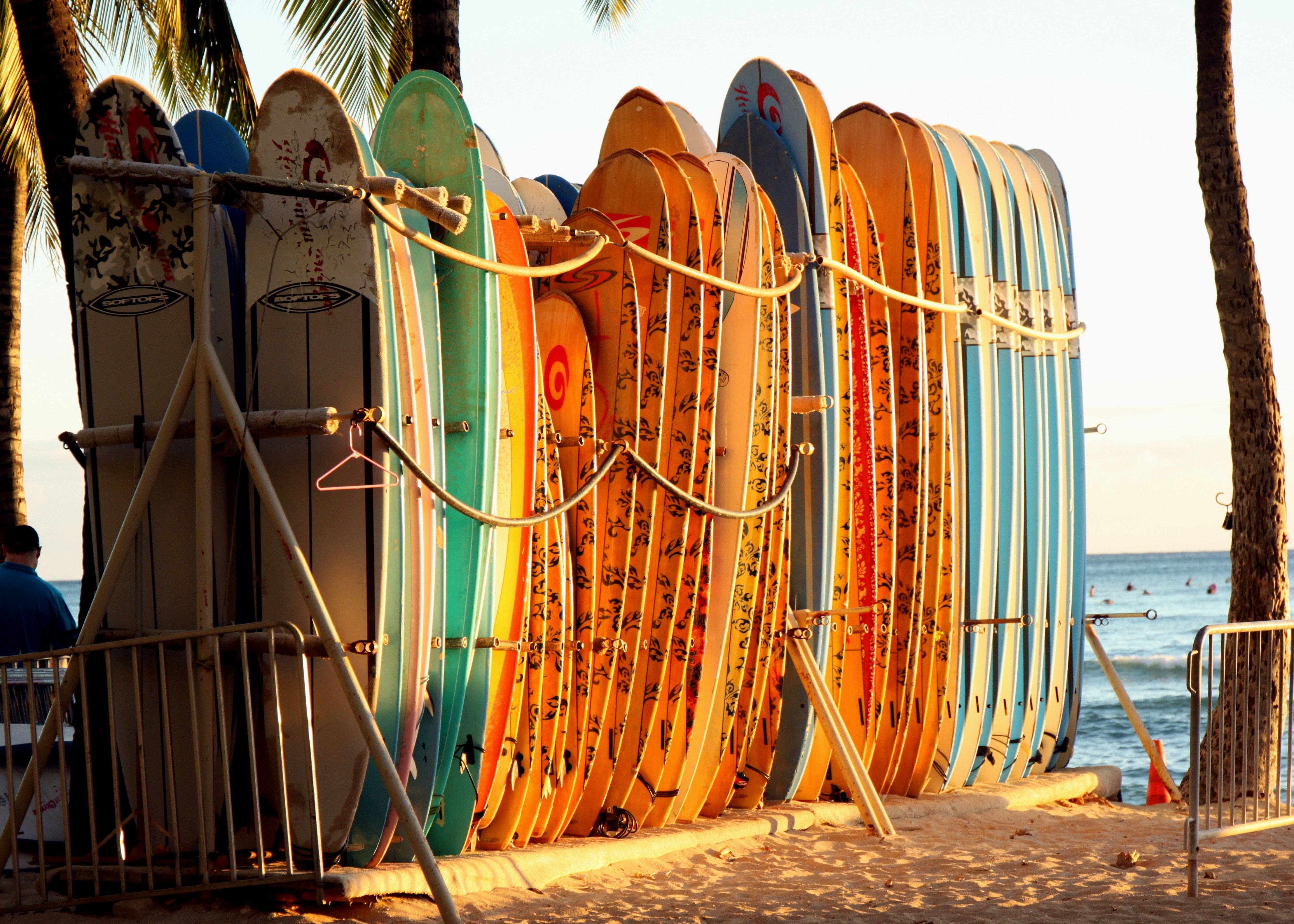
Tavole da surf. Scatto proveniente da Honolulu nelle Hawaii

La tavola da surf, in inglese surfboard, è un natante utilizzato per la pratica del surf. Le tavole da surf sono relativamente leggere, ma abbastanza robuste da sopportare il peso di una persona mentre cavalca un'onda. Le prime tavole da surf sono apparse alle Hawaii, dove erano conosciute con il termine locale papa he'e nalu; erano solitamente di legno, ricavato dalle piante locali come l'acacia koa, erano solitamente lunghe sui 15 piedi e molto pesanti. Negli anni, con la continua diffusione di questo sport e la scoperta in campo nautico di materiali leggeri e robusti, le tavole da surf hanno subito continue evoluzioni e migliorie. Oltre alla leggerezza dei materiali e alla forma della tavola, si è introdotta una maggiore stabilità di manovra grazie all'introduzione di una o più pinne poste a poppa.
Le tavole moderne sono costituite da schiuma di poliuretano o polistirene, ricoperta da fogli di fibra di vetro amalgamati con resina epossidica o poliestere. Il risultato è una tavola leggera, con un ottimo galleggiamento e manovrabile. Recenti sviluppi nella costruzione di tavole da surf hanno portato anche all'utilizzo di fibra di carbonio o fibra di titanio. Ci sono differenti tipologie di tavole da surf, con forme e dimensioni che dipendono dal tipo di onda che si vuole affrontare e la tecnica che si vuole utilizzare. Essenzialmente le tavole si dividono in due grandi branche, le longboards e le shortboards. Le tavole longboard sono solitamente lunghe dai 9 piedi in su, hanno una punta arrotondata e sono molto spesse. Le shortboard hanno dimensioni inferiori ai 7 piedi, e hanno la prua molto appuntita, sono molto leggere e manovrabili. Longboards e shortboards possono a loro volta avere forme diverse, a seconda dei propri gusti. La forma di una tavola incide notevolmente sia per la manovrabilità di queste, sia per le onde con cui è più consigliato utilizzarle.

## Costruzione
Le tavole da surf moderne sono solitamente costruite con schiuma di poliuretano, rinforzate con uno o più longheroni in legno. Lo shaper (in gergo il costruttore di tavole) modella la schiuma da una forma grezza a quella desiderata. Viene utilizzato anche un tipo di schiuma diverso, con l'interno vuoto, chiamato clark foam, ma la ditta che produceva tali materiali ha chiuso i battenti, con grande dispiacere per i surfisti, considerato che la costruzione di tavole con questa speciale schiuma forniva ai praticanti uno strumento insieme leggero e più robusto rispetto alle classiche tavole. Una volta che il grezzo è modellato con la forma desiderata, lo shaper taglia in due il modello su tutta la sua lunghezza e incolla tra le due parti il longherone. Infine ricopre la tavola con stuoia di fibra di vetro e resina epossidica; è durante questa operazione che vengono inserite le pinne, o in alternativa vengono creati gli alloggi per accogliere pinne rimovibili. Viene anche creato l'inserto per il leash (il laccio che il surfista lega sia alla tavola che alla propria gamba per impedire di perdere il natante).
Anche se solitamente le tavole sono costruite a mano, l'utilizzo di macchinari ha preso piede per la costruzione di tavole da surf in serie. Questo tipo di tavole, meno costose di quelle fatte a mano, sono solitamente utilizzate da principianti in cerca di una tavola economica e robusta, che duri nel tempo.

## Varianti

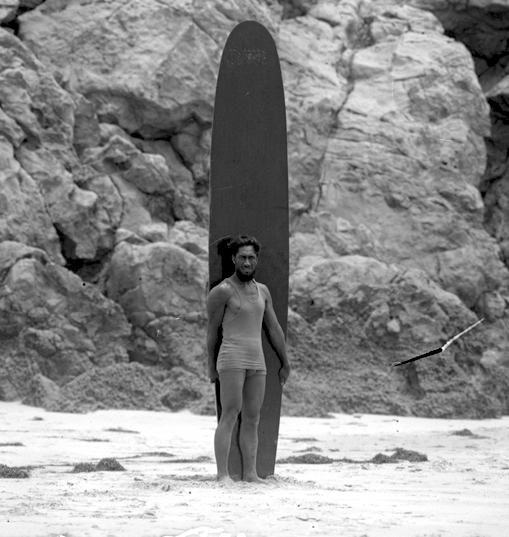
Duke Kahanamoku con il suo longboard, nel 1920

Le tavole da surf hanno differenti forme, che ne denotano il tipo di utilizzo e il tipo di surfista che le usa.

### Shortboard
Le shortboards sono tavole corte, che hanno iniziato a diffondersi alla fine degli anni '60, con l'introduzione di schiume di uretano. Sono di lunghezza compresa tra i 5 e i 7 piedi, con una prua molto appuntita e una poppa squadrata o tonda. Hanno solitamente tre pinne gemelle, ma possono anche arrivare a 5. Le shortboards sono tavole veloci e molto manovrabili, ma a causa della ridotta galleggiabilità, sono di difficile utilizzo, poiché richiedono onde più potenti rispetto a tavole più lunghe e larghe, e il take off (in gergo l'azione con cui il surfista si alza in piedi e inizia a surfare l'onda) è solitamente molto ripido, quasi a ridosso del punto in cui l'onda frange, e dunque più pericoloso in caso di grandi onde.

#### Egg
Le eggs (dall'inglese uovo) sono tavole ibride, a metà strada tra le longboards e le shortboards, come forma e dimensione, hanno lunghezze comprese tra i 7 e gli 8 piedi con una prua e una poppa arrotondate. Sono più semplici da utilizzare rispetto alle shortboards, e sono indicate per chi muove i primi passi nel surf. Generalmente funzionano bene su onde poco adatte sia alle shortboards che alle longboard.

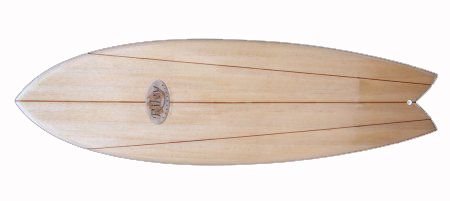
Tavola fish

#### Fish
Le fish (dall'inglese pesce) sono tavole solitamente di lunghezza inferiore ai 6 piedi ma molto spesse e larghe, si sono diffuse alla fine degli anni '60. Hanno una poppa che ricorda la forma della pinna posteriore dei pesci, e sono solitamente dotate di due pinne gemelle; sono molto adatte per piccole onde.

#### Fun board
Le fun board sono tavole che combinano elementi delle shortboards con le peculiarità delle longboards. Sono di lunghezza compresa tra i 7 e gli 8 piedi, e progettate per poter prendere facilmente un'onda anche per i principianti, ma sono più manovrabili delle tavole lunghe. Sono solitamente utilizzate da principianti, oppure come tavole intermedie per passare dalle lunghe tavole alle shortboards.

#### Gun
Le guns (dall'inglese pistola) sono tavole particolari utilizzate per il surf su onde giganti. Sono strette, hanno una forma simile a una freccia, che ricorda quella delle shortboards, ma sono lunghe fino a 12 piedi, e possono avere una, tre o quattro pinne. Uno spot in cui è possibile utilizzare questo tipo di tavole è il Mavericks, in California.

### Longboard
Le longboards sono tavole lunghe oltre i 9 piedi, con un ottimo galleggiamento, ed è il tipo di tavola utilizzato fin dagli albori del surf moderno nei primi anni del '900. Originariamente in legno e con un'unica grande pinna posteriore, le longboards moderne sono anch'esse fatte di schiuma di poliuretano e fibra di vetro con resina epossidica o poliestere. Vengono utilizzate su molti tipi di onda, e si differenziano per forma e lunghezza in base allo stile del surfista. Una delle tecniche classiche del longboarding consiste nel camminare verso la prua e cavalcare l'onda stando con un piede (hang five) o con entrambi (hang ten) sulla punta della tavola. Tale tecnica è detta nose ride, e può essere combinata con altre manovre tipiche del surf.